# Antipsihotic

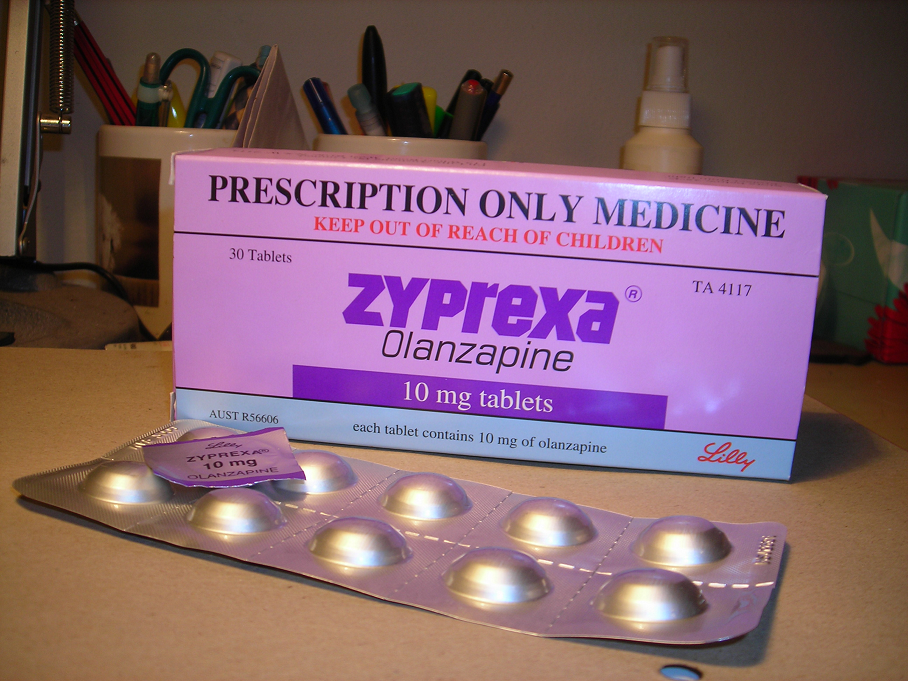
Olanzapina, exemplu de antipsihotic de a doua generație

Antipsihoticele, cunoscute și ca neuroleptice sau tranchilizanți majori, sunt o clasă de medicamente utilizate pentru rezolvarea problemelor cauzate de psihoze (inclusiv delirurile, halucinațiile, paranoia și gândirea dezorganizată), în principal pentru cazurile de schizofrenie și tulburare bipolară. Antipsihoticele sunt de obicei eficiente în ameliorarea simptomelor psihozei pe termen scurt. 
Utilizarea pe termen lung a antipsihoticelor este asociată cu efecte adverse precum tulburările de mișcări involuntare, ginecomastia,  impotența, creșterea în greutate și sindromul metabolic.
Prima generație de antipsihotice, cunoscute ca antipsihotice tipice, au fost descoperit în anii 1950. Cele mai multe medicamente din generația a doua, cunoscute ca antipsihotice atipice, au fost dezvoltate mai recent, deși primul antipsihotic atipic, clozapina, a fost descoperit în anii 1960 și introdus în practica medicală în anii 1970. Ambele generații de medicamente tind să blocheze receptorii din căile dopaminergice ale creirului, dar atipicele tind să acționeze asupra receptorilor de serotonină de asemenea. Neuroleptic, originar din greacă: νεῦρον (neuron) și λαμβάνω (a pune stăpânire pe/a apuca) – așadar însemnând „care preia/pune mâna pe nervul” – se referă atât la efectele neurologice cât și la efectele adverse obișnuite.

## Utilizare medicală
Antipsihoticele sunt cel mai frecvent utilizate pentru următoarele condiții: 
- Schizofrenie
- Tulburare schizoafectivă - de obicei alături de fie un antidepresiv (în cazul subtipului depresiv) sau un stabilizator de dispoziție (în cazul subtipului bipolar).
- Tulburare bipolară (manie acută sau episoade mixte) - poate fi tratată fie cu antipsihotice tipice, fie cu cele atipice, deși antipsihoticele atipice tind să fie mai preferate deoarece tind să aibă profiluri de efect advers mai favorabile[4] și, potrivit unei meta-analize recente, tind să fie mai puțin înclinate să cauzeze conversia maniei în depresie.[5]
- Depresie psihotică. În acest caz, este o practică obișnuită ca psihiatrul să prescrie o combinație dintre un antipsihotic atipic și un antidepresiv întrucât această practică este susținută de evidență.[6]
- Depresie majoră rezistentă la tratament (nu neapărat psihotică) - ca adaos la terapia antidepresivă standard.[6]

Nu sunt recomandate pentru demență sau insomnie decât dacă alte tratamente nu au funcționat. Nu sunt recomandate pentru copii decât dacă alte tratamente nu s-au dovedit eficiente sau copilul are psihoză.
Organizația Mondială a Sănătății furnizează o descriere a recomandărilor pentru prescripția de antipsihotice în scopul tratamentului psihozelor.

### Schizofrenie
Tratamentul cu medicamente antipsihotice este un element cheie al algoritmelor de tratament al schizofreniei recomandate de National Institute of Health and Care Excellence (NICE) din Regatul Unit, Asociația Psihiatrică Americană, și Societatea Britanică de Psihofarmacologie. Principalul efect al tratamentului cu antipsihotice este reducerea așa-numitor simptome „pozitive”, inclusiv delirurile și halucinațiile. Există argumente eterogene care susțin un impact semnificativ al utilizării antipsihoticelor asupra simptomelor negative (precum apatia, lipsa afectului emoțional și lipsa interesului pentru interacțiunile sociale) sau asupra simptomelor cognitive (gândirea dezorganizată, abilitatea redusă de a planifica și executa sarcini) ale schizofreniei. În general, eficiența tratamentului antipsihotic în reducerea simptomelor pozitive și negative prezintă o creștere odată cu creșterea severității simptomelor de bază. Toate medicamentele antipsihotice lucrează relativ în același mod, antagonizând receptorii de dopamină D2. În orice caz, sunt anumite diferențe când vine vorba de antipsihotice tipice și atipice.  De exemplu, s-a observat că antipsihoticele atipice scad deteriorările neurocognitive asociate cu schizofrenia mai mult decât antipsihoticele convenționale.  Cu toate acestea, raționamentul și tehnica concretă din spatele acestui fapt sunt încă neclare pentru cercetători.
Aplicarea de medicamente antipsihotice în tratamentul schizofreniei include profilaxia la cei care prezintă simptome care sugerează că au mare risc de dezvoltare a psihozei, tratamentul primului episod de psihoză, terapia de mentenanță și tratamentul episoadelor recurente de psihoză acută.

#### Prevenția psihozei și ameliorarea simptomelor
Teste precum PACE (Clinica de Evaluare a Crizei și Examinare Personală) și COPS (Criteriile Sindromului Prodromal), care măsoară simptomele psihotice cu nivel scăzut, și altele focusate pe perturbări cognitive (simptome de bază), sunt utilizate pentru evaluarea persoanelor cu simptome timpurii, scăzute de psihoză. Utilizate în combinație cu informațiile despre istoria de familie, aceste teste pot identifica un grup de „mare risc” ce are un risc de 20-40% de progres spre psihoză clară în cadrul unei perioade de 2 ani. Acești pacienți sunt adesea tratați cu doze scăzute de medicamente antipsihotice în scopul reducerii simptomelor și prevenirii evoluării în psihoză clară. Deși sunt în general utile pentru reducerea simptomelor, evaluările clinice efectuate la zi furnizează puțină evidență că utilizarea timpurie de antipsihotice, singure sau în combinație cu terapia cognitiv-comportamentală, furnizează rezultate mai bune pe termen lung la cei cu simptome prodromale.

#### Primul episod de psihoză
NICE recomandă ca toate persoanele care au un prim episod de psihoză clară să fie tratate atât cu un medicament antipsihotic cât și cu terapie cognitiv-comportamentală (TEC).  NICE recomandă în continuare ca cei care exprimă preferință numai pentru TEC să fie informați că tratamentul combinat este mai eficace.  În mod normal, un diagnostic cu schizofrenie nu este pus în acest moment, întrucât până la 25% din cei care prezintă primul episod de psihoză se constată că suferă de tulburare bipolară în loc. Scopurile tratamentului acestor pacienți sunt reducerea simptomelor și dezvoltarea unor rezultate pe termen lung a tratamentului. Cercetări clinice aleatoare au furnizat evidență în favoarea eficienței medicamentelor antipsihotice în obținerea primului scop, prima și a doua generație de antipsihotice prezentând eficiență egală. Evidența că tratamentul timpuriu are efect favorabil asupra rezultatelor pe termen lung este ambiguă.

#### Episoade psihotice recurente
Analize făcute pe prima și a doua generație de medicamente antipsihotice au demonstrat în mod consistent că medicamentul activ este superior placebo în suprimarea simptomelor psihotice. O meta-analiză largă a 38 de probe de utilizare a medicamentelor antipsihotice pentru episoade psihotice acute de schizofrenie au arătat o dimensiune a efectului de aproximativ 0.5.  Există o diferență mică sau inexistentă între medicamentele antipsihotice aprobate, inclusiv atât prima cât și a doua generație de agenți.  Eficiența unor asemenea medicamente este suboptimă. Puțin pacienți obțin soluționarea completă a simptomelor. Ratele de reacție, calculate utilizându-se variate valori limitate pentru reducerea simptomelor sunt mici, iar interpretarea acestora este complicată atât de ratele de reacție înaltă la placebo cât și de publicarea selectivă a rezultatelor examinărilor clinice.

#### Terapia de mentenanță
Majoritatea pacienților tratați cu un medicament antipsihotic vor experimenta o reacție în cadrul unei perioade de 4 săptămâni. Scopurile continuării tratamentului sunt menținerea suprimării simptomelor, prevenirea recidivării, dezvoltarea calității vieții și susținerea angajării în terapia psihosocială.
Terapia de mentenanță cu medicamente antipsihotice este în mod clar superioară placebo în prevenirea recidivării, dar este asociată cu creștere în greutate, tulburări de mișcare și rate mari de nonconformism. O cercetare de 3 ani făcută pe persoane care primesc terapie de mentenanță după un episod psihotic acut a constatat că 33% au obținut o reducere pe termen lung a simptomelor, 13% au obținut remisiune și numai 27% au experimentat o calitate satisfăcătoare a vieții. Efectul prevenirii recidivării pe termen lung este nesigur, întrucât studiile istorice prezintă diferențe mici în ce privește rezultatele pe termen lung înainte și după introducerea de medicamente antipsihotice.
O provocare semnificativă în utilizarea de medicamente antipsihotice pentru prevenirea recidivării este rata scăzută de complianță. În ciuda ratelor relativ mari la alte de efecte adverse asociate cu aceste medicamente, anumite argumente, inclusiv ratele mai înalte de nonconformism în caz de placebo în comparație cu cazurile de tratament în cercetările clinice aleatoare, sugerează că cei mai mulți pacienți care întrerup tratamentul o fac din cauza eficienței suboptime.

### Tulburare bipolară
Antipsihoticele sunt utilizate în mod obișnuit, adesea împreună cu stabilizatori de dispoziție, cum este cazul litiu/valproat, ca tratament de primă linie pentru episoadele maniacale și mixte asociate cu tulburarea bipolară. Rațiunea acestei combinații este întârzierea terapeutică a stabilizatorilor de dispoziție menționați anterior (efectele terapeutice ale valproatului sunt observate la aproximativ cinci zile după începutul tratamentului, în timp ce litiului de obicei îi ia cel puțin o săptămână înainte ca efectele terapeutice complete să fie observate) și efectele antimaniacale rapide prin comparație a medicamentelor antipsihotice. Antipsihoticele au o eficiență documentată când sunt utilizate singure pentru episoadele acute de manie sau mixte.
S-a constatat că trei antipsihotice atipice (lurasidona, olanzapina și quetiapina) posedă eficiență în tratamentul depresiei bipolare ca monoterapie. În timp ce numai olanzapina și quetiapina s-a dovenit că sunt eficiente pe spectru larg (i.e. împotriva tuturor celor trei tipuri de recidivare— maniacală, mixtă și depresivă) ca tratamente profilactice (sau de mentenanță) la pacienții cu tulburare bipolară. De asemenea, o recentă analiză Cochrane a constatat că olanzapina are un raport risc/beneficiu mai puțin favorabil decât litiul ca tratament de mentenață pentru tulburarea bipolară.
Asociația Psihiatrică Americană și National Institute for Health and Care Excellence din Regatul Unit recomandă antipsihoticele pentru managementul episoadelor psihotice acute din schizofrenie și tulburare bipolară, și ca tratament de mentenanță pe termen lung pentru reducerea probabilității unor episoade ulterioare. Ele afirmă că reacția la orice antipsihotic dat pot varia așa că examinările pot fi necesare și că dozele mai mici sunt mai preferate atunci este posibil. Un număr de studii au cercetat nivelurile de „complianță” și „aderență” ce țin de regimurile antipsihotice și au constatat că încetarea consumului acestora de către pacienți este asociată cu rate mai mari de recidivare, inclusiv spitalizare.

### Demență
O evaluare a cauzelor care au stat la baza comportamentului este necesară înainte de prescrierea de medicație antipsihotică pentru simptomele de demență. Antipsihoticele în caz de demență la bătrânețe au arătat beneficii modeste în comparație cu placebo în managementul agresiunii sau psihozei, iar aici se adaugă o sporire foarte largă a întâmplărilor adverse serioase. Așadar, antipsihoticele nu trebuie utilizate în mod obișnuit pentru tratarea demenței care manifestă agresiune sau psihoză, dar poat fi o opțiune în puține cazuri de suferință extremă sau risc de vătămare fizică a altora. Intervențiile psihosociale pot reduce nevoia de antipsihotice.

### Depresie unipolară
Un număr de antipsihotice atipice prezintă anumite beneficii când sunt utilizate ca adaos la alte tratamente pentru tulburarea depresivă majoră. Aripiprazolul, quetiapina și olanzapina (când sunt utilizate alături de fluoxetină) au primit calificarea Food and Drug Administration (FDA) ca indicație în acest sens. În orice caz, există un mai mare risc de efecte adverse în privința utilizării lor.

### Altele
Pe lângă utilizările menționate mai sus, antipsihoticele pot fi utilizate pentru tulburare obsesiv-compulsivă, tulburare de stres posttraumatic, tulburări de personalitate, sindromul Tourette, autism și agitație la cei cu demență. În orice caz, evidența nu susține utilizarea de antipsihotice atipice la cei cu tulburări de alimentație sau tulburare de personalitate. Risperidona poate fi utilă pentru tulburarea obsesiv-compulsivă. Utilizarea de doze scăzute de antipsihotice pentru insomnie, deși este obișnuită, nu este recomandată din cauza evidenței slabe a beneficiului și a îngrijorărilor legate de efecte adverse. O doză scăzută de antipsihotice poate fi de asemenea utilizată pentru tratarea simptomelor impulsiv-comportamentale și cognitv-perceptive ale tulburării de personalitate borderline.
La copii, pot fi utilizate pentru cei cu tulburări de comportament disruptiv, tulburări de dispoziție și tulburări generalizate de comportament sau dizabilități intelectuale. Antipsihoticele sunt numai slab recomandate pentru sindromul Tourette, întrucât deși sunt eficiente, efectele adverse sunt obișnuite. Situația este similară în cazul celor cu spectru autist. Mult din evidența în favoarea utilizării neoficiale de antipsihotice (de exemplu, pentru demență, TOC, TSPT, tulburări de personalitate, sindromul Tourette) este de o calitate științifică insuficientă pentru a se susține o asemenea utilizare, în special întrucât există o evidență puternică a riscurilor crescute de accident vascular cerebral, tremur, creștere semnificativă în greutate, sedare și probleme gastrointestinale. O analiză britanică a utilizării nelicențiate pentru copii și adolescenți a prezentat un amestec similar de constatări și îngrijorări. Un studiu făcut pe copiii cu tulburare pervazivă de dezvoltare a constatat că 16.5% consumă medicamente antipsihotice, cel mai adesea pentru iritabilitate, agresivitate și agitație. Risperidona a fost aprobată de FDA din SUA pentru tratarea copiilor și adolescenților autiști.
Comportamentul provocator agresiv la adulții cu dizabilități intelectuale este adesea tratat cu medicamente antipsihotice în ciuda lipsei unei baze evidente în acest sens. O recentă cercetare aleatorie de control, în orice caz, a constatat că nu sunt beneficii superioare celor ale placebo și a recomandat ca utilizarea de antipsihotice în acest mod să nu mai fie văzută ca un tratament acceptabil de rutină.
Antipsihoticele pot fi o opțiune, alături de stimulanți, la persoanele cu ADHD și comportament agresiv atunci când alte tratamente nu au efect.

### Tipice versus atipice
Este neclar dacă antipsihoticele atipice (a doua generație) oferă mai multe avantaje decât prima generație de antipsihotice. Amisulprida, olanzapina, risperidona și clozapina pot fi mai eficiente, dar sunt asociate cu mai mari efecte adverse. Antipsihoticele tipice au rate egale de drop-out și recidivare a simptomelor cu cele atipice atunci când sunt utilizate în doze mici sau moderate.
Clozapina este un tratament eficace pentru cei care răspund slab la alte medicamente (schizofrenie „rezistentă la tratament” sau „refractară”), dar manifestă un potențial efect advers serios de agranulocitoză (scădere a numărului de globule albe) la mai puțin de 4% din oameni.
Din cauza părtinirii în cercetare, acuratețea comparațiilor cu antipsihotice atipice continuă să fie o îngrijorare.
În 2005, corpul guvernamental american, Institutul Național de Sănătate Mentală a publicat rezultatele unui studiu independent major (proiectul CATIE). Nici un alt atipic studiat (risperidonă, quetiapină și ziprasidon) n-a făcut mai bine decât tipicul perfenazină potrivit măsurătorilor utilizate, nici n-a produs mai puține efecte adverse decât perfenazina, deși mai mulți pacienți au încetat să consume perfenazină din cauza efectelor extrapiramidale decât consumatorii de agenți atipici (8% vs. 2-4%).
Nu s-au observat diferențe în ce privește complianța la tratamentul cu cele două tipuri.
Mulți cercetători pun la îndoială prescripția de primă linie a atipicelor în detrimentul tipicelor și unii chiar pun la îndoială distincția între cele două clase. Din contră, alți cercetători fac referire la riscul semnificativ mai mare de dischinezie tardivă și alte simptome extrapiramidale în cazul utilizării tipicelor și din acest motiv recomandă tratamentul de primă linie cu atipice, în ciuda unei mai mari înclinații spre efecte adverse metabolice în cazul acestor din urmă. Organizația guvernamentală britanică NICE și-a revizuit recent recomandările favorabile atipicelor și a recomandat ca alegerea să fie una individuală având la bază profilurile particulare ale medicamentului individual și preferințele pacientului.
Re-evaluarea evidenței nu este neapărat încetinită de tendențiozitatea în favoarea prescrierii de atipice.

## Efecte adverse
Biperidena este prescrisă pentru efecte adverse extrapiramidale acute ale terapiei antipsihotice, precum akathisia.
În general, mai mult de un medicament antipsihotic nu trebuie utilizate în același timp din cauza efectelor adverse crescute.
Foarte rar antipsihoticele pot cauza psihoză tardivă.

### După rată
Efecte adverse comune (≥ 1% și până la 50% incidență în cazul celor mai multe medicamente antipsihotice)
- Sedare (obișnuită mai ales în cazul asenapinei, clozapinei, olanzapinei, quetiapinei, clorpromazinei și zotepinei[18])
- Dureri de cap
- Amețeală
- Diaree
- Anxietate
- Efecte adverse extrapiramidale (obișnuite mai ales în rândul primei generații de antipsihotice) precum:

- Akathisia — simț adesea dureros de agitație interioară.
- Distonie
- Parkinsonism
- Tremur
- Hiperprolactinemie (rară în cazul celor tratați cu clozapină, quetiapină și aripiprazol[6][18]), care poate cauza:

- Galactoree — secreție neobișnuită de lapte matern.
- Ginecomastie
- Disfuncție sexuală (la ambele sexe)
- Osteoporoză
- Hipotensiune ortostatică
- Creștere în greutate (proeminentă mai ales în cazul utilizării clozapinei, olanzapinei, quetiapinei și zotepinei[18])
- Efecte adverse anticolinergice (comune pentru olanzapină, clozapină; mai puțin probabilă în cazul folosirii de risperidonă [68]) precum:

- Vedere neclară
- Constipație
- Gură uscată (deși hipersalivarea poate de asemenea avea lor)
- Transpirație redusă
- Dischinezia tardivă se arată a fi mai frecventă în cazul antipsihoticelor de primă generație cu impact mare, precum haloperidol, și tinde să apară după tratament cronic și nu acut.[69] Se caracterizează prin mișcări încete (așadar întârziate), repetitive, involuntare și fără scop, cel mai adesea ale feței, buzelor, picioarelor sau trunchiului, care tind să reziste tratamentului și sunt adesea ireversibile. Rata de apariție a dischineziei tardive este de aproximativ 5% pe an din utilizările de medicamente antipsihotice (indiferent de medicamentul utilizat).

Efecte adverse rare/neobișnuite (<1% incidență în cazul celor celor mai multe medicamente antipsihotice)
- Discrazii sanguine (e.g., agranulocitoză, leucopenie și neutropenie), care sunt mai obișnuite la pacienții tratați cu clozapină.
- Sindromul metabolic și alte probleme metabolice precum diabetul zaharat de tipul 2 — obișnuit mai ales în cazul utilizării de clozapină, olanzapină și zotepină. Potrivit studiilor americane, afro-americanii au cel mai mare risc de dezvoltare a diabetului zaharat tipul II.[70] Evidența sugerează că femeile sunt mai sensibile la efectele adverse metabolice a primei generații de medicamente antipsihotice decât bărbații.[71] Efectele adverse metabolice par să fie mediate de următoarele mecanisme:

- Cauzarea de creștere în greutate de antagonizarea receptorilor de histamină H1 și serotonină 5-HT2C și poate de interacțiunea cu alte căi neurochimice din sistemul nervos central.
- Sindromul neuroleptic malign - condiție potențial fatală caracterizată prin:

- Instabilitate vegetativă, care se poate manifesta prin tahicardie, greață, vomă, diaforeză, etc.
- Hipertermie — temperatură crescută a corpului.
- Schimbare a stării mentale (confuzie, halucianții, comă, etc.)
- Rigiditate musculară
- Anomalii de laborator (e.g., creatinfosfokinază crescută, niveluri reduse de plasmă feroasă, anomalii ale electroliților etc.)
- Pancreatită[74]
- Prelungirea intervalului QT — mai proemintă la cei tratați cu amisulpridă, pimozid, sertindol, tioridazină și ziprasidon.[6][18]
- Torsades de Pointes
- Accese epileptice, mai ales la persoanele tratate cu clorpromazină și clozapină.
- Tromboembolism
- Infarct miocardic
- Accident vascular cerebral.

### Efecte pe termen lung
Unele studii au constatat o speranță de viață scăzută asociată cu utilizarea de antipsihotice și au susținut că mai multe studii sunt necesare. Antipsihoticele pot de asemenea crește riscul de deces prematur la indivizii cu demență.  În mod tipic, antipsihoticele înrăutățesc simptomele la personale care suferă de tulburare de depersonalizare. Polifarmacia antipsihotică (prescrierea de două sau mai multe antipsihotice în acelaști timp pentru individ) este o practică obișnuită, dar nebazată pe evidență și nerecomandată, și există inițiative de a o reduce. În mod similar, utilizarea de doze excesiv de mari (adesea rezultat al polifarmaciei) continuă în ciuda instrucțiunilor clinice și evidenței care indică că nu sunt mai eficiente, dar de obicei mai dăunătoare.
Pierderea de materie cenușie și alte schimbări structurale ale creierului de-a lungul timpului sunt observate în cazurile de schizofrenie. Meta-analizele efectelor tratamentului cu antipsihotice asupra cursului pierderii de materie cenușie și a schimbărilor structurale au atins concluzii contradictorii. O meta-analiză din 2012 a concluzionat că pierderea de materie cenușie este mai mare la pacienții tratați cu prima generație de antipsihotice în raport cu cei tratați cu atipice și a emis ipoteza că un efect protector al atipicelor ar fi o explicație posibilă. O a doua meta-analiză a sugerat că tratamentul cu antipsihotice este asociat cu pierderea de materie cenușie.
Formele de akathisie care durează mult timp sunt adesea trecute cu vederea sau confundate cu depresia post-psihotică, mai ales atunci când le lipsește aspectul extra-piramidal pe care psihiatrii l-au învățat să-l aștepte atunci când caută semne ale akathisiei.

### Întreruperea
British National Formulary recomandă o înlăturare treptată atunci când se urmărește întreruperea consumului de antipsihotice pentru a se evita sindromul acut de înlăturare sau o recidivare rapidă. Printre simptomele înlăturării sunt în mod obișnuit greața, voma și pierderea apetitului. Alte simptome pot fi agitația, transpirația crescută și probleme cu somnul. Mai puțin obișnuite pot fi senzația că lumea se învârtește, apatia sau durerile musculare. În general, simptomele trec după o scurtă perioadă de timp.
Există o evidență preliminară potrivit căreia înlăturarea antipsihoticelor poate duce la psihoză. Ar putea duce de asemenea la recurența condiției care este tratată. Rar, dischinezia tardivă poate avea loc atunci când se încetează luarea medicației.
Episoade psihotice neașteptate se observă la pacienții care renunță la clozapină. Aceasta mai este numită psihoză supersensibilă și nu trebuie echivalată cu psihoza tardivă.
Dischinezia tardivă se poate atenua în urma înlăturării agentului antipsihotic sau poate persista.
Efecte ale înlăturării pot de asemenea avea loc în urma schimbării unui antipsihotic cu altul (se presupune că din variațiilor capacității de influență și a activității receptorului). Asemenea efecte ale înlăturării pot fi un rebound colinergic, un sindrom de activare și sindroame motoare precum dischineziile. Aceste efecte adverse pot fi mai probabile în timpul schimbărilor rapide de la un agent antipsihotic la altul, întrucât schimbarea treptată a antipsihoticelor minimalizează aceste efecte ale înlăturării.  O metodă este creșterea treptată a dozei noii medicații în timp ce diminuează treptat doza celei vechi.

## Listă de agenți

Clorpromazină.

Haloperidol.

Quetiapină.

Medicamentele antipsihotice utilizate la nivel clinic sunt enumerate mai jos, fiind clasificate după numele grupei de medicamente. O analiză din 2013 a afirmat că împărțirea antipsihoticelor în prima și a doua generație este probabil inexactă.
Note:
† medicamente care nu mai sunt (sau n-au fost niciodată) pe piață în țările vorbitoare de limbă engleză. 
‡ medicamente care nu mai sunt (sau n-au fost niciodată) pe piață în Statele Unite. Unele antipsihotice nu sunt plasate clar într-o clasă prima sau a doua generație.
# medicamente care au fost scoase de pe piață la nivel mondial.

### Prima generație (tipice)

#### Butirofenone
- Benperidol‡
- Bromperidol†
- Droperidol‡
- Haloperidol
- Moperone (înrerupt)†
- Pipamperonă (întrupt)†
- Timiperonă †

#### Difenilbutilpiperidine
- Fluspiril ‡
- Penfluridol ‡
- Pimozid

#### Fenotiazine
- Acepromazină † — deși este utilizat cel mai mult în medicina veterinară.
- Clorpromazină
- Ciamemazină †
- Dixirazină †
- Flufenazină
- Levomepromazin‡
- Mesoridazină (întrerupt)†
- Perazină
- Periciazină‡
- Perfenazină
- Pipotiazină ‡
- Proclorperazină
- Promazină (întrerupt)
- Prometazină
- Protipendil †
- Tioproperazină‡ (singura țară vorbitoare de limbă engleză unde este valabilă este Canada)
- Tioridazină (întrerupt)
- Trifluoperazină
- Triflupromazină (întrerupt)†

#### Tioxantene
- Clorprotixen †
- Clopentixol
- Flupentixol ‡
- Tiotixenă
- Zuclopenthixol‡

### Clasare disputată/necunoscută
Această categorie cuprinde medicamentele care au fost incluse atât în prima cât și în a doua generație, în funcție de literatură.

#### Benzamide
- Sulpiridă ‡
- Sultopridă †
- Veralipride †

#### Triciclice
- Carpipramină †
- Clocapramină †
- Clorotepină †
- Clotiapină ‡
- Loxapină
- Mosapramină †

#### Altele
- Molindone #

### A doua generație (atipice)

#### Benzamide
- Amisulprida ‡ – antidopaminergic selectiv. Dozele mai mari (mai mari de 400 mg) acționează asupra receptorilor post-sinaptici de dopamină rezultând în reducerea simptomelor pozitive ale schizofreniei, precum psihoza. Dozele mai mici, în orice caz, acționează asupra autoreceptorilor de dopamină, rezultând în transmisia de dopamină, ameliorând simptomele negative ale schizofreniei. Dozele mai scăzute de amisulpridă au arătat de asemenea că au efecte antidepresive și anxiolitice la pacienții non-schizofrenici, ceea ce a dus la utilizarea sa pentru distimie și fobii sociale.
- Nemonapride † – utilizat în Japonia.
- Remoxipridă# – Are riscul de a cauza anemie aplastică și din acest motiv a fost înlăturată de pe piața mondială. De asemenea, s-a constatat că posedă un potențial relativ mic (aproape absent) de a induce hiperprolactinemie și simptome extrapiramidale, care pot fi atribuite legăturii relativ slabe (și, de aici, disocierea rapidă de) cu receptorul D2 receptor.[90]
- Sultopridă – antipsihotic atipic din clasa chimică a benzamidelor utilizat în Europa, Japonia și Hong Kong pentru tratarea schizofreniei. A fost lansat de Sanofi-Aventis în 1976. Sultoprida acționează ca antagonist selectiv al receptorilor D2 și D3.

#### Benzisoxazole/benzisotiazole
- Iloperidonă – aprobat de FDA din SUA în 2009, este foarte tolerat, deși hipotensiunea, amețeala și somnolența sunt efecte adverse foarte obșnuite. În orice caz, n-a primit aprobare normativă în alte țări.
- Lurasidonă – aprobat de FDA din SUA pentru a fi utilizat pentru schizofrenie și tulburare bipolară. Consumat o dată pe zi, a prezentat rezultate eficiente mixte în Faza III, dar are un profil bine tolerat de efecte adverse. Este de asemenea licențiat pentru a fi utilizat pentru tratarea schizofreniei în Canada. În orice caz, nu este licențiat în alte părți. Are efecte procognitive prin faptul că antagonizează receptorul 5-HT7.
- Paliperidonă – Metabolit Primar al risperidonei care a fost aprobat în 2006.
- Palmitat de paliperidonă – versiune cu acțiune lungă a paliperidonei pentru injectare o dată pe lună.
- Perospirone † – are o incidență mai mare de efecte adverse extrapiramidale decât alte antipsihotice atipice.[91]
- Risperidonă – doza împărțită este recomandată până când titrarea inițială este terminată, după care medicamentul poate fi administrat o dată pe zi. Este prescris fără recomandări oficiale pentru a se trata sindromul Tourette și tulburarea de anxietate.
- Ziprasidonă – Aprobat în 2004[92] pentru tratarea tulburării bipolare. Printre efectele adverse este un interval QT prelungit în inimă, care poate fi periculos pentru pacienții cu boală de inimă sau cei care iau alte medicamente care prelungesc intervalul QT.

#### Butirofenoni
- Melperon † – utilizat numai în câteva țări europene. Nici o țară vorbitoare de limbă engleză nu l-a licențiat.

#### Fenilpiperazine
- Aripiprazol – spre deosebire de aproape toate celelalte antipsihotice utilizate clinic, este un agonist parțial al receptorului D2.[93]
- Aripiprazol lauroxil – Versiune injectibilă cu acțiune îndelungată a aripiprazolului.
- Brexpiprazol – agonist parțial al receptorului D2. Succesor al aripiprazolului.
- Cariprazină – agonist parțial al în primul rând al D3, dar și al D2/D3.

#### Triciclice
- Asenapină – utilizată pentru tratarea schizofreniei și maniei acute asociată cu tulburarea bipolară.
- Clozapină – necesită hemograme la fiecare 1-4 săptămâni din cauza riscului de agranulocitoză. Are eficiență incomparabilă în tratarea schizofreniei rezistente la tratament.
- Olanzapină – utilizată pentru tratarea tulburărilor psihotice precum schizofrenia, episoadele maniacale acute și ca mententanță pentru tulburarea bipolară. Utilizată ca ajutor la terapia antidepresivă, fie singură, fie în combinație cu fluoxetina ca Symbyax.
- Quetiapină – utilizată în primul rând pentru tratarea tulburării bipolare și schizofreniei. De asemenea, utilizată și licențiată în câteva țări (inclusiv Australia, Regatul Unit și Statele Unit) ca ajutor la terapia antidepresivă la pacienții cu tulburare depresivă majoră. Este singurul antipsihotic care și-a demonstrat eficiența ca monoterapie pentru tratarea tulburării depresive majore. Servește indirect ca inhibitor al recaptării noradrenalinei cu ajutorul metabolitului său activ, norquetiapină.
- Zotepină – antipsihotic atipic indicat pentru schizofrenie acută și cronică. Este încă utilizat în Japonia și a fost utilizat în Germania, dar a încetată să mai fie vândut.†

#### Altele
- Blonanserin – aprobat de PMDA în 2008. Utilizat în Japonia și Coreea de Sud.
- Pimavanserin – antagonist selectiv al receptorului 5-HT2A aprobat pentru tratarea psihozei bolii Parkinson în 2016.
- Sertindol ‡ – dezvoltat de compania farmaceutică daneză H. Lundbeck. Asemenea altor antipsihotice atipice, se crede că are o activitate de antagonist al receptorilor de dopamină și serotonină din creier.

## Mecanism de acțiune
Medicamente antipsihotice precum haloperidol și clorpromazină tind să blocheze receptorii D2 de dopamină din căile dopaminergice ale creierului. Aceasta înseamnă că dopamina lansată în aceste căi are mai puține efecte. S-a făcut legătură între eliberarea excesivă de dopamină în calea mezolimbică și experiențele psihotice. Eliberarea scăzută de dopamină în cortexul prefrontal și excesul de eliberare de dopamină în alte căi sunt asociate cu episoade psihotice în schizofrenie și tulburare bipolară.
Pe lângă efectele antagoniste ale dopaminei, antipsihoticele (mai ales neurolepticele atipice) antagnozează de asemenea receptorii 5-HT2A. Diferite alele ale receptorului 5-HT2A au fost asociate cu schizofrenie și alte psihoze, inclusiv depresie. Concentrații mai mari ale receptorilor 5-HT2A în zonele corticale și subcorticale, mai ales în dreapta nucleului caudat au fost înregistrate istoric.
Antipsihoticele tipice nu sunt foarte selective și de asemenea blochează receptorii de dopamină din calea mezocorticală, calea tuberoinfundibulară și calea nigrostriatală. Se crede că blocarea receptorilor D2 în aceste alte căi produce anumite efecte adverse nedorite pe care antipsihoticele tipice le pot produce (vezi mai sus). Ele au fost adesea clasificate pe un spectru de potență scăzută și potență ridicată, unde prin potență se înțelege abilitatea medicamentului de a se lega de receptorii de dopamină și nu eficiența medicamentului. Antipsihoticele cu potență ridicată precum haloperidol, în general, au doze de câteva miligrame și pot cauza mai puțin somnolență și efecte calmante decât antipsihoticele cu potență scăzută precum clorpromazina și tioridazina, care au doze de câteva sute de miligrame. Ultima are un mai mare nivel de activitate anticolinergică și antihistamingergică, care poate contraataca efectele adverse legate de dopamină.
Medicamentele antipsihotice atipice au un efect blocant similar asupra receptorilor D2, în orice caz, cei mai mulți de asemenea acționează asupra receptorilor de serotonină, în special a receptorilor 5-HT2A și 5-HT2C. Atât clozapina cât și quetiapina par să se lege suficient de lung astfel încât să provoace efecte antipsihotice, dar nu suficient de lung încât să inducă efecte adverse extrapiramidale și hipersecreție de prolactină. Antagonismul 5-HT2A crește activitatea dopaminergică în calea nigrostratală, ducând la înclinație scăzută spre efecte adverse extrapiramidale printre antipsihoticele atipice.

## Compararea medicațiilor
| Eficiență                        | Eficiență    | Eficiență                                | Eficiență         | Eficiență                                                            | Eficiență                       |
| Numele generic al medicamentului | Schizofrenie | Manie                                    | Depresie bipolară | Mentenanța bipolarității                                             | Ajutător pentru depresie majoră |
| -------------------------------- | ------------ | ---------------------------------------- | ----------------- | -------------------------------------------------------------------- | ------------------------------- |
| Amisulpridă                      | +++          | ?                                        | ?                 | ?                                                                    | ? (+++ pentru distimie)         |
| Aripiprazol                      | ++           | ++                                       | -                 | ++ (previne episoadele maniacale și mixte, dar nu pe cele depresive) | +++                             |
| Asenapină                        | ++/+         | ++                                       | ?                 | ++                                                                   | ?                               |
| Clorpromazină                    | ++           | ?                                        | ?                 | ?                                                                    | ?                               |
| Clozapină                        | +++          | ?                                        | ?                 | ?                                                                    | ?                               |
| Haloperidol                      | ++           | +++                                      | ?                 | ?                                                                    | ?                               |
| Iloperidonă                      | +            | ?                                        | ?                 | ?                                                                    | ?                               |
| Loxapină                         | +++/++       | +++ (doar pentru tratamentul agitanției) | ?                 | ?                                                                    | ?                               |
| Lurasidonă                       | +            | ?                                        | +++               | ?                                                                    | ?                               |
| Melperon                         | +++          | ?                                        | ?                 | ?                                                                    | ?                               |
| Olanzapină                       | +++          | +++/++                                   | ++                | ++ (mai eficientă în prevenirea recidivării maniacale/mixte)         | ++                              |
| Paliperidonă                     | ++           | +++/++                                   | ?                 | ?                                                                    | ?                               |
| Perospirone                      | +            | ?                                        | ?                 | ?                                                                    | ?                               |
| Quetiapină                       | ++           | ++                                       | +++               | +++                                                                  | ++                              |
| Risperidonă                      | +++          | +++                                      | -                 | ++                                                                   | +++                             |
| Sertindol                        | ++           | ?                                        | ?                 | ?                                                                    | ?                               |
| Ziprasidonă                      | ++/+         | +                                        | ?                 | +                                                                    | ?                               |
| Zotepină                         | ++           | ?                                        | ?                 | ?                                                                    | ?                               |

## Istorie

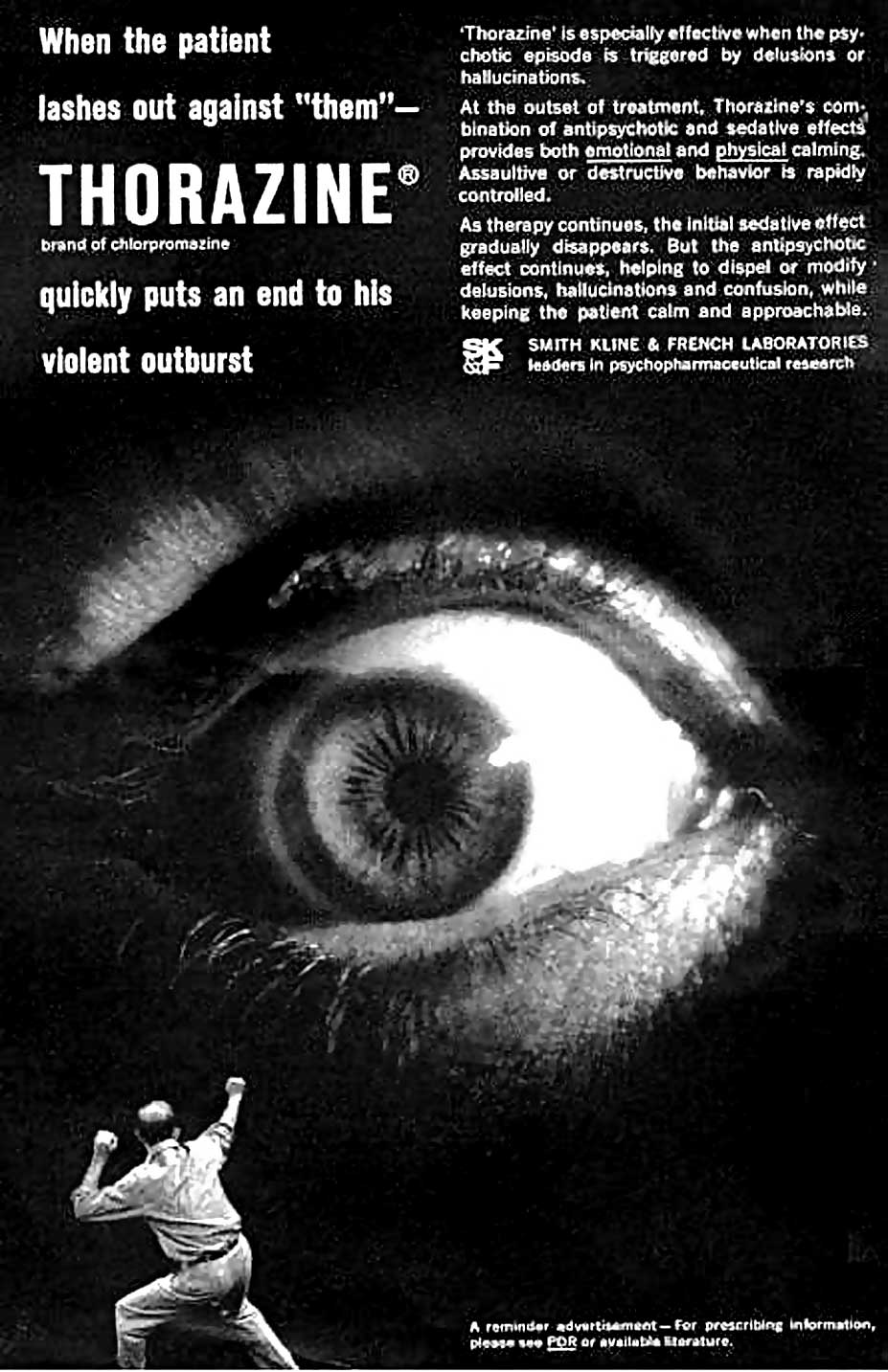
Publicitate pentru Thorazine (clorpromazină) din anii 1950, care oglindește percepțiile despre psihoză, inclusiv percepția în prezent compromisă și depășită în legătură cu tendința spre violență, existentă în perioada în care antipsihoticele au fost descoperite

Medicamentele antipsihotice inițiale au fost produse adesea întâmplător și apoi li s-a testat eficiența. Primul, clorpromazina, a fost dezvoltat ca anestezic chirurgical. A fost utilizat pentru prima dată pe pacienții psihiatrici din cauza puternicului său efect calmant; la acel timp era văzut ca o „lobotomie farmacologică” non-permanentă. Lobotomia era utilizată la acel timp pentru tratarea multor tulburări comportamentale, inclusiv psihozele, deși efectul său său consta în reducerea considerabilă a comportamentului și activității mentale de toate tipurile. În orice caz, clorpromazina a demonstrat că reduce efectele psihozei într-o manieră mai eficientă și mai specifică decât lobotomia, chiar dacă se știa că este capabilă să cauzeze sedare severă.  Neurochimia implicată care a stat la bază a fost de atunci studiată în detaliu și ulterioarele medicamente antipsihotice au fost descoperite printr-o abordare care încorporează acest fel de informație.
Descoperirea efectelor psihoactive ale clorpromazinei în 1952 au dus la cercetări ulterioare care au avut ca rezultat dezvoltarea antidepresivelor, anxioliticelor și a majorității celorlalte medicamente acum utilizate în managementul condițiilor psihiatrice. În 1952, Henri Laborit a descris clorpromazina doar ca ceva ce induce indiferență față de ceea ce se întâmplă în jurul lor la pacienții non-psihotici și non-maniacali, iar Jean Delay și Pierre Deniker au descris-o ca un medicament care controlează agitația maniacală sau psihotică. Primul a susținut că a descoperit tratamentul pentru agitație la oricine, iar ultimul - că a descoperit tratamentul pentru bolile psihotice.
Până în anii 1970 au existat dezbateri considerabile în cadrul psihiatriei cu privire la cel mai adecvat termen pentru a denumi noile medicamente. La sfârșitul anilor 1950, cel utilizat termen era „neuroleptic”, fiind urmat de „tranchilizant major”, iar apoi de „ataraxic.” Prima utilizare atestată a termenului tranchilizant datează de la începutul secolului nouăsprezece. În 1953, Frederik F. Yonkman, farmacist de la compania farmaceutică Ciba cu bază în Elveția, a utilizat pentru prima dată termenul tranchilizat pentru a distinge  reserpina de alte sedative mai vechi. Cuvântul neuroleptic a fost inventat în 1955 de Delay și Deniker după ce au descoperit (1952) efectele antipsihotice a clorpromazinei. Este derivat din greacă "νεῦρον" (neuron, sensul original fiind „tendon”) și "λαμβάνω" (lambanō, însemnând „a pune stăpânire pe/a apuca”). Așadar, cuvântul înseamnă a pune mână pe nervii cuiva. A fost adesea folosit pentru a se referi de asemenea la efectele adverse obișnuite pentru activitatea redusă în general, precum și letargia și controlul motor subminat. Deși aceste efecte sunt neplăcute și în anumite cazuri dăunătoare, ele erau la un anumit timp, alături de akathisie, considerate un semn clar că medicamentul funcționează. Termenul „ataraxie” a fost inventat de neurologul Howard Fabing și clasicistul Alister Cameron pentru a descrie efectul observat de indiferență și detașare psihică la pacienții tratați cu clorpromazină. Acest termen derivat din adjectivul grecesc „ἀτάρακτος” (ataraktos), care înseamnă „neperturbat, neexcitat, fără confuzie, stabil, calm”. În privința utilizării termenilor „tranchilizant” și „ataractic”, specialiștii medicali au distins între „tranchilizanți majori” sau „ataractici majori”, care se refereau la medicamente utilizate pentru tratarea psihozelor, și „tranchilizanți minori” sau „ataractici minori”, care se refereau la medicamente utilizate pentru tratarea nevrozelor. Deși erau populari în anii 1950, acești termeni astăzi sunt utilizați relativ rar. Au fost abandonați în favoarea lui „antipsihotic”, care se referă la efectele dorite ale medicamentului. Astăzi, prin „tranchilizant minor” se poate face referire la medicamente anxiolitice și/sau hipnotice precum benzodiazepinele și nonbenzodiazepinele, care au anumite proprietăți antipsihotice și se recomandă să fie utilizate concomintent cu antipsihoticele, și sunt utile pentru psihoză indusă de droguri și insomnie. Sunt sedative puternice (și cu potențial de creare a dependenței).
Antipsihoticele sunt în linii mari împărțite în două grupuri, tipice sau prima generație de antipsihotice și atipice sau a doua generație de antipsihotice. Antipsihoticele tipice sunt clasificate după structura lor chimică, iar antipsihoticele atipice sunt clasificate potrivit proprietăților lor farmacologice. Aici este vorba de antagoniștii de serotonină și dopamină, antipsihoticele multireceptorale (MARTA) și agoniștii parțiali de dopamină, care sunt adesea caracterizați ca atipice.

## Societate și cultură

### Terminologie
Termenul tranchilizat major a fost utilizat pentru medicamentele antipsihotice mai vechi. Termenul neuroleptic este adesea utilizat ca sinonim pentru antipsihotic, chiar dacă - strict vorbind - cei doi termeni nu sunt interschimbabili. Medicamentele antipsihotice sunt un subgrup al medicamentelor neuroleptice, deoarece ultimele au un șir mai larg de efecte.
Antipsihoticele sunt un tip de medicație psihoactivă sau psihotropă.

### Controverse
Joanna Moncrieff a susținut că tratamentul cu medicamente antipsihotice este adesea luat ca mijloc de a controla mai degrabă decât a trata simptomele specifice experimentate de pacient.
Utilizarea acestei clase de medicamente are o istorie de critică în centrele de îngrijire. Întrucât medicamentele utilizate îi pot face pe pacienți mai calmi și mai îngăduitori, criticii susțin că medicamentele pot fi suprasocilitate. Medicii externi se pot afla sub presiunea personalului de îngrijire. Într-o analiză oficială comandată de miniștrii guvernului birtanic s-a afirmat că utilizarea netrebuincioasă a medicației antipsihotice pentru cazurile de demență s-a răspândit și a avut legătură cu 1800 de decese pe an. În Statele Unite, guvernul a inițiat o acțiune legală împotriva companiei farmaceutice pe motiv că ar fi plătit mită companiei Omnicare pentru a-și promova antipsihoticul risperidonă (Risperdal) în sanatoriile particulare.
Au existat de asemenea controverse în privința rolului companiilor farmaceutice în punerea pe piață și promovarea antipsihoticelor, inclusiv acuzații de bagatelizare a efectelor adverse, lărgire a numărului de condiții sau promovare ilegală a utilizării neoficiale, precum și de influențare a cercetărilor făcute pe medicamente în încercarea de a arăta că mai noile atipice scumpe și profitabile sunt superioare vechilor tipice mai ieftine. În urma acuzațiilor pe punere ilegală pe piață, amplasamentele a două companii farmaceutice mari din SUA au obținut reputația pentru cele mai mari amenzi penale impuse vreodată corporațiilor. Un caz a implicat antipsihoticul Zyprexa (olanzapină) al Eli Lilly and Company, iar celălalt a implicat Bextra. În cazul Bextra, guvernul a acuzat de asemenea Pfizer de putenere ilegală pe piață a altui antipsihotic, Geodon. În plus, Astrazeneca se confruntă cu numeroase procese legate de vătămare personală inițiate de foști utilizatori ai Seroquel (quetiapină), în mijlocul investigațiilor federale a practicilor de marketing. Prin lărgirea numărului de condiții pentru care erau indicate, Seroquelul companiei Astrazeneca și Zyprexa companiei Eli Lilly au devenit cele mai mari vânzătoare de antipsihotice în 2008 cu vânzări globale de $5.5 miliarde și respectiv $5.4 miliarde.
Profesorul de psihiatrie de la Harvard Joseph Biederman a condus o cercetare despre tulburarea bipolară la copii care a condus la o creștere a numărului unor asemenea diagnostice. O investigație din 2008 a Senatului a constatat că Biederman de asemenea a primit $1.6 milioane ca plată pentru cuvântări și consultații între 2000 și 2007 — unele dintre ele necunoscute Harvardului — de la companii inclusiv care au producători medicamente antipsihotice prescrise pentru copiii cu tulburare bipolară. Johnson & Johnson a acordat mai mult de $700,000 unui centru de cercetare care a fost condus de Biederman din 2002 până în 2005, unde s-au condus cercetări, în parte, pe  Risperdal, medicamentul antipsihotic al companiei. Biederman a reacționat spunând că banii nu l-au influențat și că nu a promovat un diagnostic sau tratament specific.
Companiile farmaceutice au fost de asemenea acuzate de încercare de stabilire a unei agende de sănătate mentală prin activități precum finanțarea grupurilor de protecție a consumatorului.

## Populații speciale
Se recomandă ca persoanelor cu demență care prezintă simptome comportamentale și psihologice să nu li acorde antipsihotice înainte de a se încerca alte tratamente. Când ia antipsihotice, această categorie de populație are risc crescut de efecte cerebrovasculare, parkinsonism sau simptome extrapiramidale, sedare, confuzie și alte efecte adverse congnitve, creștere în greutate și mortalitate crescută. Medicii și îngrijitorii persoanelor cu demență trebuie să încerce să redreseze simptome precum agitația, agresivitatea, apatia, anxietatea, depresia, iritabilitatea și psihoza cu tratamente alternative atunci când utilizarea de antipsihotice poate fi înlocuită sau redusă. Adesea, demența personelor vârstnice este tratată inițial cu antipsihotice, iar aceasta nu este cea mai bună strategie de management.